# Елси Лий
Елси Лий (на английски: Elsie Lee) е американска писателка на произведения в жанра любовен роман и романтичен трилър. Пише и под псевдонимите Джейн Гордън (Jane Gordon), Елси Кромуел (Elsie Cromwell), Норман Даниелс (Norman Daniels) и Лий Шеридан (Lee Sheridan). Авторка е на еротична литература под псевдонима Иън Гордън (Ian Gordon).

## Биография и творчество
Елси Уилямс Лий е родена на 24 януари 1912 г. в Бруклин, Ню Йорк, САЩ, в семейството на телефонния инженер Самюъл Уилямс и Хелън Богърт, домакиня. Има по-малък брат. Учи в периода 1928 – 1932 г. в частния либерален колеж „Суортмор“ в Пенсилвания и в периода 1932 – 1933 г. в института „Прат“ в Бруклин.
След дипломирането си, в периода 1937 – 1942 г. работи като библиотекар за „Price, Waterhouse & Company“, в периода 1942 – 1945 г. е офис мениджър на лаборатории „Рийвс“, в периода 1947 – 1951 г. е библиотекар към „Gulf Oil Company“, в периода 1951 – 1953 г. е изпълнителен секретар за „Andrews, Clark & Buckley“.
На 27 декември 1941 г. се омъжва за Мортън Лий.
Започва да пише през 1945 г. Публикува първите си разкази в „Ladies Home Journal“.
Член е на Обществото на приятелите (квакерите), на Гилдията на писателите на Америка и на Менса. Живее шест години във Вашингтон и три в Холивуд.
Елси Лий умира на 8 февруари 1987 г. в Ню Йорк.

## Произведения
Самостоятелни романи
- Cast the First Stone (1963) – като Норман Даниелс
- Comedy of Terrors (1964) – с Ричард Матисън
- The Masque of the Red Death (1964) – с Едгар Алън По
- Muscle Beach Party (1964)
- Clouds Over Vellanti (1965) – издаден и като „Violence in Italy“
- Dark Moon, Lost Lady (1965)
- The Curse of Carranca (1966) – издаден и като „The Second Romance“
Проклятието на Каранка, изд. „Калпазанов“ (1994), прев. Нели Скорчева
- The Drifting Sands (1966)
- Mansion of Golden Windows (1966)
- Sinister Abbey (1967) – издаден и като „Romance on the Rhine“
Зловещото абатство, изд. „Калпазанов“ (1993), прев. Нели Скорчева
- The Spy at the Villa Miranda (1967) – издаден и като „Unhappy Parting“
- Doctor's Office (1968)
- Barrow Sinister (1969) – издаден и като „Romantic Assignment“
- The Governess (1969) – като Елси Кромуел
- Satan's Coast (1969)
- The Diplomatic Lover (1971)
Дипломатична любовница, изд. „Калпазанов“ (1993), прев. Явор Димитров
- Silence Is Golden (1971)
- Star of Danger (1971)
- Wingarden (1971)
- The Passions of Medora Graeme (1972)
- Second Season (1973)
- The Wicked Guardian (1973)
- Mystery Castle (1973)
- Prior Betrothal (1973)
- An Eligible Connection (1974)
- The Nabob's Widow (1976)
- Roommates (1976)
- Fulfillment (1985)

### Като Джейн Гордън
- Mistress of Mount Fair (1965)
Господарката на Маунт Феър, изд. „Калпазанов“ (1994), прев. Нели Скорчева
- Two Hearts Apart (1965) – издаден и като „Season of Evil“
Сезонът на злото, изд. „Калпазанов“ (1993), прев. Явор Димитров
- Hard Pressed (1995)
- Stepford Husbands (1996)
- My Fair Man (1998)
- Misconceptions (2002)

### Като Иън Гордън
- Burden of Guilt (1951)
- The Whip Hand (1954) – издаден също като „Deep Is My Desire“,
- After Innocence (1952)
- Harlem Is My Heaven or The Night Thorn (1952)
- Rebellious Flesh (1953)
- Burden of Guilt (1953)
- Too Many Men and Love Trap (1963)
- Weekend Wanton (1964)

### Документалистика
- The Exciting World of Rocks and Gems (1959)
- Easy Gourmet Cooking (1962)
- Henry Cabot Lodge (1964)
- At Home with Plants (1966)
- The 2nd Easy Gourmet Cookbook (1968)
- Elsie Lee's Book of Simple Gourmet Cookery (1971)
- Party Cookbook (1974)

### Екранизации
- 1957 Soldiers of Fortune – тв сериал, 1 епизод
- 1963 The Comedy of Terrors (Комедия на ужасите)